# Андреј Киска
Андреј Киска (слч. Andrej Kiska; Попрад, * 2. фебруара 1963) словачки је филантроп, бивши предузетник и бивши председник Словачке Републике, од 15. јуна 2014. до 15. јуна 2019. године.

## Биографија
Студирао је на Електротехничком факултету Универзитета у Братислави. После тога је радио као пројектант а 1990. године је отишао у САД одакле се после једне године вратио у Словачку.
Године 1996. је био један од оснивача друштва Татранкредит које је кратко и водио. 2006. године је основао непрофитабилну организацију Добри анђео која је помагала породицама и деци у тешким животним условима.

### Кандидатура за председника
Био је прва личност која је најавила своју кандидатуру за председника Словачке 2014. године. Квалификовао се у други круг са Робертом Фицом.
У другом кругу је добио 59,38% гласова и постаће будући председник Словачке Републике. На функцију је ступио 15. јуна 2014. године након што је положио заклетву пред Народним већем СР.

## Лични живот
Ожењен је Мартином Кисковом, има четворо деце (Андреј Киска мл, Наталија Кискова, Вероника Кискова и Виктор Киска) и живи у Попраду.

## Дело
- Cesta manažéra z pekla, 2011
- Vezmi život do svojich rúk, 2013